# Devils Glacier
Der Devils Glacier (englisch für Teufelsgletscher) ist ein stark zerklüfteter, 30 km langer und 13 km breiter Gletscher in der antarktischen Ross Dependency nahe dem Polarplateau. Er entwässert den südlichen Teil des Mohn Basin und fließt in nordöstlicher Richtung zum oberen Abschnitt des Amundsen-Gletschers. Diesen erreicht er nördlich einer Gebirgsgruppe bestehend aus Mount Wisting, Mount Hassel, Mount Bjaaland und Mount Prestrud.
Der Gletscher war 1911 Teil der Route des norwegischen Polarforschers Roald Amundsen und seiner vier Begleiter auf dem Weg zum geografischen Südpol. Amundsen benannte ihn The Devil’s Glacier (englisch für Gletscher des Teufels), um die Anstrengungen zu unterstreichen, die sie beim Manövrieren der Transportschlitten über diesen Gletscher erdulden mussten. Die apostrophierte Schreibweise ging später in die heute etablierte Form über.

## Einzelnachweis
1. ↑  Roald Amundsen: Die Eroberung des Südpols 1910–1912. Weltbild, Augsburg 2004, ISBN 3-8289-7559-3, S. 150.